# Indian (fiume Yukon)
L'Indian è un fiume del Canada, lungo circa 80 chilometri. Esso nasce dalla confluenza di tre corsi d'acqua, il Dominion Creek, il Scribner Creek e il Wounded Moose Creek, nello Yukon e poi confluisce nel fiume Yukon.

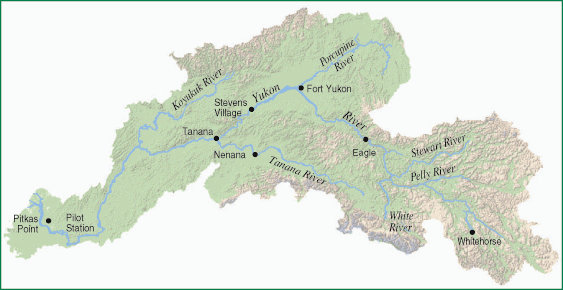
Bacino idrografico dello Yukon